# أعمال حساب الفرائض
أعمال حساب الفرائض أوالعمليات الحسابية في فقه المواريث هي: الخطوات العملية، بطرق حسابية منظمة يقصد منها إعطاء كل وارث سهمه صحيحا. من خلال تأصيل المسائل وتصحيحها.
ومنها: التأصيل ويتضمن الفروض ومخارجها وعدد الورثة وما يخص كل وارث والربط بين ذلك للحصول على عدد يأخذ منه كل وارث سهمه صحيحا. والتصحيح ولا يكون إلا بعد التأصيل، ويتضمن: السهام وعدد الرؤوس والمثبتات وجزء السهم وأصل المسألة والعلاقة بين ذلك؛ للحصول على عدد يقسم على الورثة. وتقوم هذه العلاقات على معرفة النسب الأربع وهي: التماثل والتوافق والتداخل والتباين.

## النسب الأربع
هي: العلاقة بين عددين باعتبار الكم أي: مقدار ما بينهما للحصول على عدد واحد.
- تماثل؛ وهو: تساوي مقدار العددين واتحادهما في الكم. مثل:(2و2) أو (3و3) ... وهكذا
- تداخل؛ وهو: أن يكون أقل العددين جزء من الأكثر بمعنى: أنه ينسب إليه بالجزئية كنصفه وثلثه وثمنه وهكذا. مثل: (3و6)؛ فأحدهما نصف الآخر، ومثل: 2 ربع 8 وهكذا ويسمى أيضاً تناسب
- توافق؛ أن يتفق العددان في الجزئية بواسطة عدد ثالث يربط بينهما. مثل: (4 و6) فلا تداخل بينهما أي: لا يفني أكبرهما أصغرهما، لكن يفنيهما عدد ثالث إذا قسم على كل منهما؛ حصل التوافق بينهما، والعدد (2) إذا قسم على كل واحد منهما؛ فالناتج وفق كل منهما، 2÷4=2 و2÷6=3 فوفق 4 هو 2 ووفق 6 هو 3. والعددان (أربعة وستة) متوافقان بالأنصاف.
- تباين؛ وهو: أن يكون العددان مختلفين بالجزئية ومتغايران مثل: (2 و3)

### معطيات النسب الأربع
النظر بالنسب الأربع في علم الفرائض هو: ربط بين عددين أو أعدادمتراكمة وتحديد العلاقة بينها بغية إنتاج عدد واحد كما يلي:
1. عند التماثل بين عددين أو أكثر؛ مثل: 6 و6 و6 نكتفي بعدد واحد منها، فناتج التماثل هو الاكتفاء بالعدد 6 .
2. عند التداخل نكتفي بالأكبر.
3. عند التوافق نضرب وفق أحد العددين في كامل الأخر.
4. عند التباين نضرب أحد العددين في الآخر.

### تراكب الأعداد
تراكب الأعداد هو: اجتماع أكثر من عددين في المسألة ويكون النظر بينها في حساب الفرائض بما يحصل به المقصود
- في استخراج أصل المسألة من مخارج الفروض

مثل: (3 و6 و6 و8) تدخل 3 في 6 ثم يؤخذ من المتماثلين أحدهما وهو 6 فالحاصل إلغاء عددين هما 3 و6 والباقي عددان هما 6 و8 يضرب وفق أحدهما في كامل الأخر والناتج 24 هو أصل المسألة.
- في تصحيح المسائل؛ يكون النظر بين الأعداد المتراكبة في مرحلتين هما:

1. في استخراج المثبتات؛ يكون النظر بين السهام والرؤوس بالتوافق والتباين فقط.
2. في استخراج جزء السهم يكون النظر بين المثبتات بالنسب الأربع.

## أعمال تأصيل المسائل
أصل المسألة هو: (أقل عدد يقسم على الورثة صحيحا). فإذا لم يكن في المسألة صاحب فرض؛ يستخرج أصلها من عدد الفرالرؤوس، مثل: (5) أبناء أصل المسألة 5 وهكذا. وإذا لم يكن في المسألة إلا واحد فقط من أصحاب الفروض فأصل المسألة من مخرج ذلك الفرض.
مثل: أم وابن؛ أصل المسألة ستة، من مخرج السدس، للأم السدس 1 والباقي 5 للإبن. وإذا اجتمع في المسألة فرضان أو أكثر؛ فيستخرج أصل المسألة من مخارج الفروض بطريق النظر بين كل فرضين وتحديد العلاقة بينهما بواسطة النسب الأربع واستخراج عدد تتأصل منه المسألة.

### مخارج الفروض
الفروض في حساب الفرائض هي: النصيب المقدر للوارث شرعا، وفروض الإرث المتفق عليها ستة، وجميعها أعدادكسرية أي: أنها ليست أعدادا صحيحة، وحساب الفرائض يتطلب أعدادا صحيحة بطريق تحويلها من كسور إلى أعداد صحيحة تسمى (مخارج الفروض) وهي: النصف{\displaystyle {\frac {1}{2}}}؛ ومخرجه اثنان الربع {\displaystyle {1 \over 4}}؛ ومخرجه أربعة الثمن {\displaystyle {\frac {1}{8}}}؛ ومخرجه ثمانية الثلثان {\displaystyle {2 \over 3}}؛ ومخرجه ثلاثة الثلث {\displaystyle {\frac {1}{3}}}؛ ومخرجه ثلاثة السدس {\displaystyle {1 \over 6}}؛ ومخرجه ستة فالحاصل خمسة أعداد باعتبار أن مخرج الثلثين والثلث عدد واحد وهو: (3) .
| مخارج الفروض | {\displaystyle \left({\frac {1}{2}}\right)} مخرجه (2) | {\displaystyle \left({\frac {1}{4}}\right)} مخرجه (4) | {\displaystyle \left({\frac {1}{8}}\right)} مخرجه (8) | {\displaystyle \left({\frac {2}{3}}\right)} مخرجه (3) | {\displaystyle \left({\frac {1}{3}}\right)} مخرجه (3) | {\displaystyle \left({\frac {1}{6}}\right)} مخرجه (6) |

## اجتماع فرضين
إذا اجتمع في المسألة فرضان أو أكثر فالنسبة تكون بين كل عددين.
وبين كل عددين إحدى النسب الأربع إما تماثل أو تداخل أو توافق أو تباين. والصور الافتراضية لاجتماع فرضين هي: أن يجتمع كل فرض مع فرض مثله وهو ست صور أو مع مماثل له في مخرج الفرض وهو الثلثان والثلث، أو يكون فرض آخر من باقي الفروض، فالمجموع
ستة وثلاثون صورة من ضرب 6×6=36 صورة محتملة لا يقع منها في مسائل الفرائض إلا في بعض الصور ولا يقع في بعضها فهي قسمان وتدخل فيهما الصور الافتراضية المكررة.

### مالا يجتمع من الفروض
لا يجتمع فرضان في هذه الصورة
| {\displaystyle {\frac {1}{3}}} و {\displaystyle {1 \over 3}} |  | {\displaystyle {\frac {2}{3}}} و {\displaystyle {2 \over 3}} |  | {\displaystyle {\frac {1}{4}}} و {\displaystyle {1 \over 4}} |
|                                                              |  |                                                              |  |                                                              |
| {\displaystyle {\frac {1}{8}}} و {\displaystyle {1 \over 8}} |  | {\displaystyle {\frac {1}{8}}} و {\displaystyle {1 \over 3}} |  | {\displaystyle {\frac {1}{8}}} و {\displaystyle {1 \over 4}} |

### الصور التي يجتمع فيها فرضان
الصور التي يجتمع فيها فرضان في مسائل الإرث تتلخص في إثنتى عشر صورة كما يلي:
1- من المتماثلين؛ ثلاث صور
1- نصفان (2و2) 2- سدسان (6و6) 3- ثلث وثلثان (3و3) .
2- من المتداخلين؛ (2و4) (2و6) (2و8) (3و6)
3- من المتوافقين؛ (6و4) (6و8)
4- من المتباينين؛(2×3) (3×4) (3×8)

#### صور اجتماع متماثلين
| تماثل \| متماثلان \| مخرجهما \| ناتج \| \| ------------------------------------------------------------ \| ------- \| ---- \| \| {\displaystyle {\frac {1}{2}}} و {\displaystyle {1 \over 2}} \| 2 و2 \| 2 \| \| {\displaystyle {\frac {1}{3}}} و {\displaystyle {2 \over 3}} \| 3 و3 \| 3 \| \| {\displaystyle {\frac {1}{6}}} و {\displaystyle {1 \over 6}} \| 6 و6 \| 6 \| | توضيح؛ اجتماع فرضين متماثلين أي: متحدين في المخرج في ثلاث صور. - نصفان ومخرجهما: 2 و2 وبينهما علاقة التماثل فيكفي أخذ واحد منهما وهو (2) - ثلثان وثلث مخرهما متماثلان 3 و3 فيؤخذ منهما (3) - سدسان مخرجهما 6 و6 يؤخذ (6) |      |
| متماثلان | مخرجهما | ناتج |
| {\displaystyle {\frac {1}{2}}} و {\displaystyle {1 \over 2}} | 2 و2 | 2    |
| {\displaystyle {\frac {1}{3}}} و {\displaystyle {2 \over 3}} | 3 و3 | 3    |
| {\displaystyle {\frac {1}{6}}} و {\displaystyle {1 \over 6}} | 6 و6 | 6    |

| {\displaystyle \left({\frac {1}{2}}\right)} | =2 | {\displaystyle \left({\frac {1}{3}}\right)}{\displaystyle \left({\frac {2}{3}}\right)} | =3 | {\displaystyle \left({\frac {1}{6}}\right)} | =6 |

|  | 2- المتداخلان إذا اجتمع عددان متداخلان دخل أصغرهما في أكبرهما ويؤخذ الأكبر ويجتمع متداخلان من مخارج الفروض في أربع صور |

2- التداخل

| {\displaystyle {\frac {1}{2}}}و {\displaystyle {1 \over 4}} |  | {\displaystyle {\frac {1}{2}}} و {\displaystyle {2 \over 6}} |  | {\displaystyle {\frac {1}{2}}}و {\displaystyle {1 \over 8}} |  | {\displaystyle {\frac {1}{3}}} و {\displaystyle {1 \over 6}} |
| 2 و4 = 4                                                    |  | 2 و6 = 6                                                     |  | 2 و8 = 8                                                    |  | 3 و6 =6                                                      |

| 3- التوافق | {\displaystyle {\frac {1}{6}}} و {\displaystyle {2 \over 4}} |  | {\displaystyle {\frac {1}{8}}}و {\displaystyle {1 \over 6}} |

| 4- التباين | {\displaystyle {\frac {1}{3}}} و {\displaystyle {1 \over 4}} | 3×4 =12 | {\displaystyle {\frac {1}{3}}} و {\displaystyle {1 \over 6}} |  | {\displaystyle {\frac {1}{3}}}و {\displaystyle {1 \over 8}} |

## العلاقة بين مخارج الفروض

### التماثل
إذا اجتمع في المسألة فرضان متماثلان في المخرج فيؤخذ أحدهما.
زوج وأخت لأبوين لكل منهما النصف ومخرجه اثنان فالعددان 2 و2 متماثلان فيؤخذ واحد منهما ويكون أصل المسألة اثنان

### التداخل
إذا اجتمع في المسألة فرضان متداخلان دخل الأصغر منهما في الأكبر ويكفي أخذ الأكبر. مثل: زوجة وأخت لأب وعم؛ للزوجة الربع ومخرجه 4 وللأخت النصف ومخرجه 2 وبين 2 و4 علاقة التداخل تدخل 2 في 4 أي: تنتهي وتفنيها الأربعة فتؤخذ الأربعة وتكون هي أصل المسألة ثم يكون منها سهم الزوجة الربع 1 وللأخت النصف 2
والباقي 1 للعم. وهكذا في اجتماع نصف وربع مثل: زوجة وبنت وعم للزوجة الثمن ومخرجه 8 وللبنت النصف ومخرجه 2 تدخل 2 في 8 ويكون أصل المسألة 8 للزوجة 1 وللبنت 4 وللعم 3
أو اجتماع نصف وسدس ومخرجهما 2 و6 تدخل 2 في 6
أو اجتماع 3 و6 تدخل 3 في 6 ويكفي أخذ الأكبر وهو 6

### التوافق
إذا اجتمع في المسألة فرضان متوافقان أي: بواسطة عدد ثالث إذا قسم على كل منهما نتج وفق كل منهما؛ فيضرب وفق أحدهما في كامل الآخر. مثل: 4 و6 أو 6 و8
فإذا كان في المسألة زوجة وأخ لأم وعم؛ للزوجة الربع ومخرجه 4
وللأخ السدس ومخرجه 6 بين الأربعة والستة موافقة بالأنصاف فنصف 4=2 ونصف 6=3 فيضرب وفق أحدهما في كامل الآخر 2×6=12 أو 3×4=12 والناتج في الحالين 12 هو أصل المسألة للزوجة الربع 3 وللأخ السدس 2 والباقي 7 للعم.
وهكذا في اجتماع 6 و8 توافق بالأنصاف فنصف 6=3 ونصف 8=4 فيضرب وفق أحدهما في كامل الآخر 3×8=24 أو 4×6=24 فالناتج هو 24

### التباين
إذا اجتمع في المسألة فرضان متباينان؛ فيضرب أحدهما في الآخر. فلو اجتمع في المسألة زوج وأم وعم؛ للزوج النصف ومخرجه
2 وللأم الثلث ومخرجه 3 بين 2 و3 تباين فيضرب 2×3=6 الحاصل 6 هو أصل المسألة للزوج 3 وللأم 2 والباقي 1 للعم
وهكذا في اجتماع ثلثين ونصف 3×2=6 أو 3×4=12 أو 3×8=24

## طريقة استخراج أصل المسألة
يمكن استخراج أصل المسألة إذا لم يكن في المسألة صاحب فرض فأصل المسألة من عدد رؤوس الفريق، وإن لم يكن فيها إلا صاحب فرض واحد فأصل المسألة مخرج ذلك الفرض، وإذا اجتمع في المسألة فرضان أو أكثر فلاستخراج أصل المسألة حالتان

### الحالة الأولى
اجتماع فرضين فقط وله أربعة أحوال.
1. إذا كانا متماثلين فيؤخذ واحد منهما ويكون هو أصل المسألة فإذا اجتمع نصفان فأصل المسألة 2 أو ثلثان وثلث فأصل المسألة 3 أو سدسان فأصل المسألة 6
2. إذا كانا متداخلين فأكبرهما هو أصل المسألة فإذا اجتمع 2و4 فأصل المسألة 4 أو اجتمع 2 و6 فأصلها 6 أو 2 و8 فأصلها 8
3. إذا كانا متوافقين يضرب وفق أحدهما في كامل الآخر والناتج هو أصل المسألة فإذا اجتمع 4 و6 فأصل المسألة 12 أو 6 و8 فأصلها 24
4. إذا كانا متباينين يضرب أحدهما في الآخر والناتج هو أصل المسألة فإذا اجتمع 2 و3 فأصلها 6 من ضرب 2×3=6

### الحالة الثانية
اجتماع أكثر من فرضين في المسألة؛ وفي هذه الحالة يكون استخراج أصل المسألة بالنظر بين الأعداد بالنسب الأربع في مرحلتين هما:
- أولاً النظر بالتماثل والتداخل؛ فيؤخذ من المتماثلين واحد فقط ثم ينظر بينه وبين باقي الأعداد فإن تداخلت الأعداد فيؤخذ منها العدد الأكبر فإن لم يوجد غيره بعد ذلك فهو أصل المسألة مثل: (3 و3 و6 و6) يؤخذ من كل متماثلين واحد فقط، فينتج من النظر بالتماثل عددان هما: (3 و6) ثم ينظر بينهما بالتداخل فتدخل 3 في 6 فينتج من النظر بالتداخل عدد واحد هو: (6) فإذا اجتمعت هذه الأعداد الأربعة في مسألة كان أصلها (6) وإذا اجتمع (2 و3 و6) تدخل 2 و3 في 6 ويكون أصل المسألة (6)

فيؤخذ من كل متماثلين واحد ومن كل متداخلين أكبرهما والناتج هو أصل المسألة من غير ضرب إلا عند الحاجة إليه فيما يلي.
- ثانياً النظر بالتوافق والتباين؛ وهو الذي يستخدم فيه عمل الضرب عندما لا يصلح الربط بين عددين إلا به. لأن أعمال حساب الفرائض يطلب فيها الاختصار قدر الإمكان، والضرب يضاعف الأعداد، فلا يؤخذ به إلا في آخر مرحلة. فإن لم يكن بين العددين تماثل ولا تداخل؛ فالنظر بينهما بالتوافق أولا فإن لم يوجد فالنظر بالتباين.

1. التوافق؛ هو التوفيق بين عددين بواسطة عدد ثالث يربط بينهما للحصول على موافقة بينهما بالجزئية. فإذا اجتمع (4 و3 و6 و6)

تدخل 3 في 6 ويؤخذ من المتماثلين واحد وهو 6 بينها وبين 4 توافق بالأنصاف فنصف الأربعة 2 ونصف الستة 3 يضرب نصف أحدهما في كامل الآخر 3×4=12 أو 2×6=12 ويكون أصل المسألة (12)
1. التباين؛ ويكون بين كل عددين لا يصلح الربط بينهما بتوافق ولا تداخل ولا تماثل فيضرب أحدهما في الآخر. فإذا اجتمع (2 و3 و3)

تدخل 3 في 3 ثم يضرب 2×3=6 ويكون أصل المسألة (6)

## أعمال تصحيح المسائل
تصحيح المسألة هو: الحصول بعد التأصيل على أقل عدد يقسم على الورثة صحيحا. ويحتاج إلى معرفة
1. أصل المسألة؛ (أقل عدد يقسم على الورثة صحيحا)
2. السهم هو: (نصيب الواث المأخوذ من أصل المسألة) ولا بد أن يكون مجموع السهام مساويا لأصل المسألة.
3. الفريق؛ هو عدد الورثة المشتركين في سهم. مثل: إثنين أو ثلاثة أو أكثر من الأبناء أو الإخوة أو الأعمام، أو غيرهم ممن يمكن تعددهم.
4. جزء السهم؛ هو العدد الحاصل نتيجة النظر بين الفريق وسهامه أو بينهما وبين ما ينتج عنهما، ويضرب جزء السهم في أصل المسألة والناتج هو العدد الذي تصح منه المسألة.
5. الرواجع؛ وتسمى مثبتات وهي نتائج النظر بين الفرق وسهامها.

### استخراج جزء السهم
أهم عمل في تصحيح المسائل هو: استخراج جزء السهم الذي يضرب في أصل المسألة للحصول على عدد تصح منه المسألة
واستخراج جزء السهم إما بعمل واحد أو بعملين.

#### استخراج جزء السهم بعمل واحد
يمكن استخراج جزء السهم بعمل واحد عند انكسار السهام على فريق واحد بالنظر بين السهام وعدد الفريق، بنظرين فقط هما التوافق والتباين، أما عند التماثل فتقسم السهام على الفريق مباشرة ولا حاجة لتصحيح المسألة، وعند التداخل قد لا تحتاج إلى تصحيح، مثل: 8سهام÷ 4رؤوس وإذا كان بالعكس 4÷8 فجزء السهم وفق الثمانية وهو 2. ويكون العمل كمايلي:
1. النظر بين الفريق وسهامه بالتوافق أو التباين. فإن كان عدد الفريق موافقا لسهامه؛ أبقينا وفق عدد الفريق، وإن كان مباينا لسهامه أبقيناه بحاله كما هو ويكون عدد الفريق عند التباين أو وفقه عند التوافق هو جزء السهم.
2. ضرب جزء السهم في أصل المسألة والناتج هو الذي تصح منه المسألة.
3. ضرب جزء السهم في سهام كل وارث والناتج هو نصيبه.

| مثال التباين \| مسألة \| حل \| تصحيح \| \| ------ \| -- \| ----- \| \| \| 8 \| 40 \| \| زوجة \| 1 \| 5 \| \| 5أبناء \| 7 \| 35 \| | توضيح؛ تتكون المسألة من زوجة وخمسة أبناء وأصل المسألة 8 من مخرج الثمن للزوجة الثمن 1 والباقي 7 للأبناء، والفريق هم الأبناء وعددهم 5 وسهامهم 7 بين 5 و7 تباين فنأخذ عدد الفريق كما هو ويكون جزء السهم 5 يضرب في أصل المسألة وهو ثمانية 5×8=40 فالذي تصح منه المسألة 40 ثم يضرب جزء السهم وهو 5 في سهم الزوجة وهو 1 هكذا 5×1=5 والناتج 5 هو نصيب الزوجة. ثم يضرب جزء السهم في سهام الأبناء 5×7=35 فيكون نصيب الأبناء 35 يقسم عليهم 35÷5=7 فيخص كل واحد منهم 7 |       |
| مسألة | حل | تصحيح |
| | 8 | 40    |
| زوجة | 1 | 5     |
| 5أبناء | 7 | 35    |

## الأعمال المختصرة
يطلب الاختصار في حساب المواريث قدر الإمكان بمعنى: ترك التطويل عند إمكان الحصول على المطلوب بعمل مختصر. وغالبا ما يكون في الأعمال المطولة، مثل: حساب الفرائض وأعمال المناسخة وغيرها.

## جدول رموز الورثة
| الوارث          | رمز     | الوارث       | رمز     |
| --------------- | ------- | ------------ | ------- |
| الإبن           | بن      | إبن الإبن    | بن بن   |
| الأب            | ب       | الجد         | ب ب     |
| الجد            | جد      | أخ الشقيق    | ق       |
| أخ لأب          | خب      | أخ لأم       | خم      |
| إبن أخ الشقيق   | بن ق    | إبن الأخ لأب | بن خب   |
| العم الشقيق     | عم ق    | العم لأب     | عم ب    |
| ابن العم الشقيق | بن عم ق | ابن العم لأب | بن عم ب |

## رموز الوارثات
جدول رموز الورثة
| الوارث  | رمز    | الوارث    | رمز |
| ------- | ------ | --------- | --- |
| زوجة    | جه     | بنت       | بنت |
| بنت ابن | بنت بن | أم        | م   |
| جدة     | جدة    | جدة لأم   | م م |
| جدة لأب | م ب    | أخت شقيقة | قه  |
| أخت لأب | ختب    | أخت لأم   | ختم |

## اقرأ أيضاً
- علم الفرائض
- العصبات
- جهات العصوبة
- فروض الإرث
- الحجب
- إرث الجدات
- الإرث في الإسلام
- إرث الجد والإخوة
- المشتركة
- حساب الفرائض
- العول
- سهام الفرائض
- عمل حساب الفرائض